# Publicidad

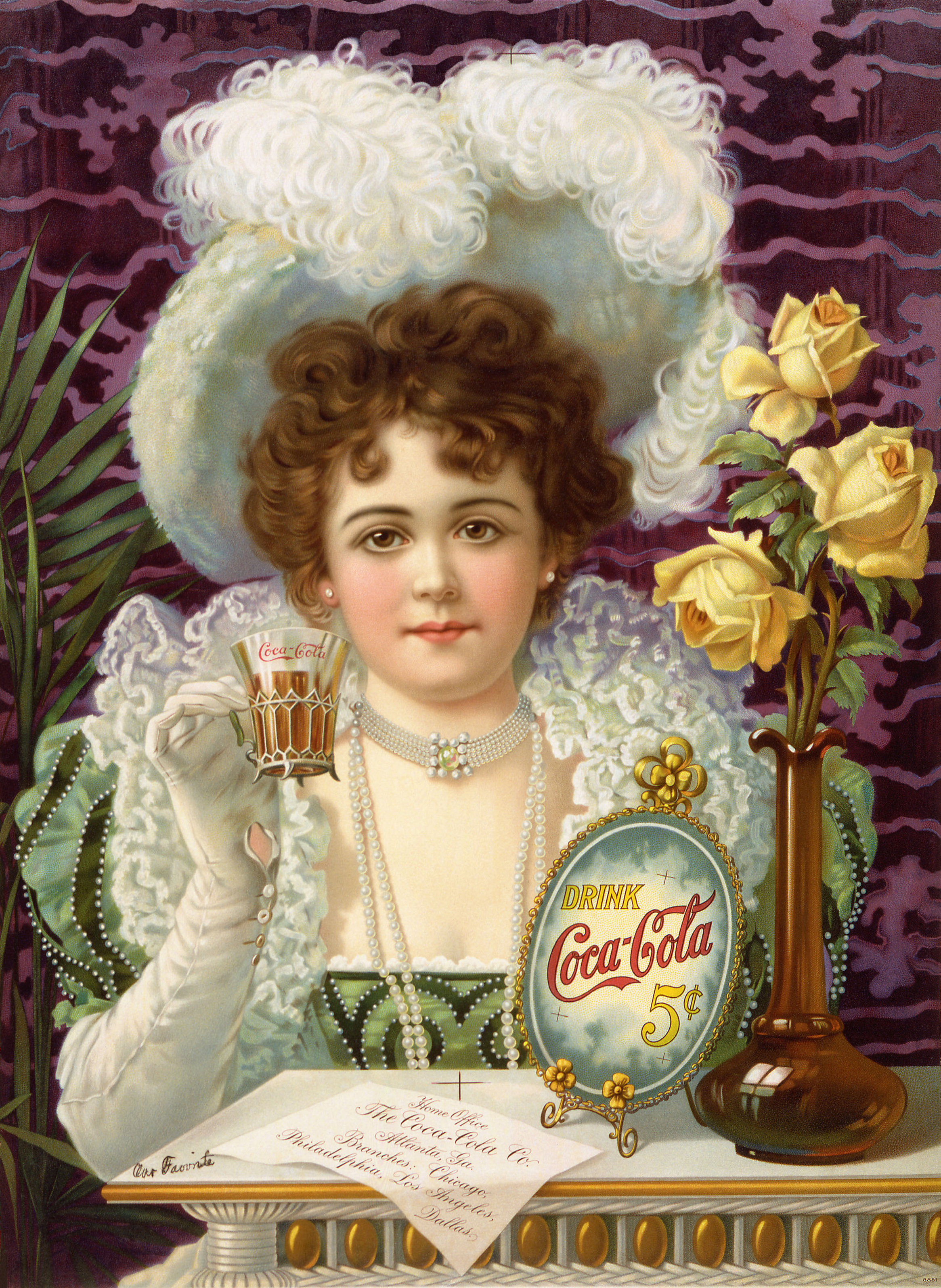
Anuncio de Coca-Cola de los años 1890

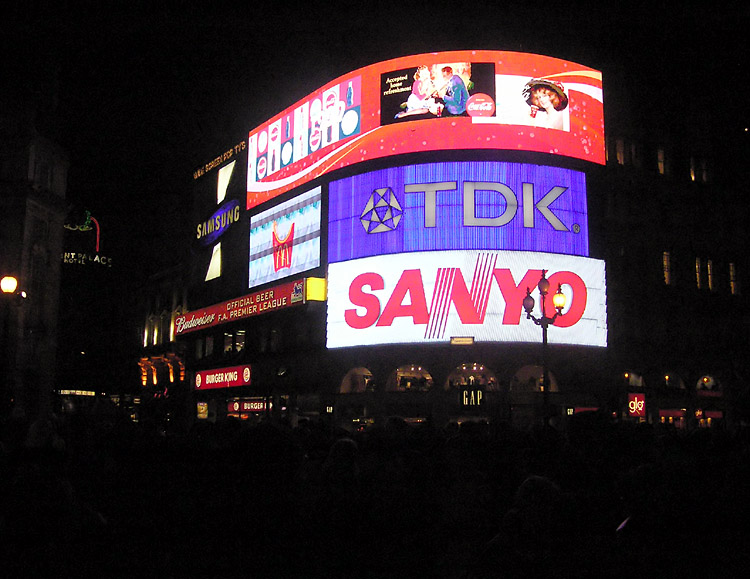
Publicidad en Piccadilly Circus (Londres)

La publicidad es una forma de  comunicación visual, escrita, o auditiva cuya función principal es informar, difundir y persuadir al consumidor sobre un producto o servicio, insertar una nueva marca o producto dentro del mercado de consumo, mejorar la imagen de una marca o reposicionar un producto o marca en la mente de un consumidor. Esto se lleva a cabo mediante campañas publicitarias que se difunden en los medios de comunicación siguiendo un plan y estrategia de comunicación preestablecido.
A través de la investigación, el análisis y estudio de numerosas disciplinas, tales como la psicología, la neuroanatomía, la sociología, la antropología, la estadística, y la economía, que son halladas en el estudio de mercado, se podrá, desde el punto de vista del vendedor, desarrollar un mensaje adecuado para una porción del público de un medio. Esta porción de personas, que se encuentra detalladamente delimitada, se conoce como público objetivo o target.

## Terminología
La publicidad se diferencia de otras dos actividades también dirigidas a influir en la opinión de la gente: las relaciones públicas y la propaganda.
Los términos publicidad y propaganda se usan indistintamente en algunos países de habla española y se intercambian, pero a nivel profesional y académico ambos términos hacen referencia a dos conceptos distintos. La principal diferencia es el tipo de conducta que se propone modificar. En el caso de la publicidad, se pretende influir en las conductas de consumo de una persona mediante campañas o acciones publicitarias en diferentes medios y con diferentes objetivos (lanzamiento de un producto, posicionamiento de marca, recordación de marca, etc.) para que el consumidor lleve a cabo un acto de consumo en un corto o largo plazo. Entretanto, la propaganda trata de que una persona se adhiera a una ideología o creencia.
Por otro lado, también se diferencian los términos publicista y publicitario. Un publicista es aquel que se dedica a la publicación de artículos de difusión como puede ser la publicación de una revista; mientras que un publicitario es el encargado de crear y difundir publicidad como actividad primaria.

### Notoriedad de marca
La notoriedad de marca es una de las principales maneras donde la publicidad puede estimular la demanda de un tipo de producto determinado o incluso identificar como denominación propia a dicho producto. Ejemplos de esto los hay en productos como adhesivos textiles, lencería femenina, papel higiénico, cinta adhesiva, pegamento en barra, encendedores de fuego, reproductores de música, refrescos, electrodomésticos, etc. La notoriedad de marca de fábrica se puede establecer a un mayor o menor grado dependiendo del producto y del mercado. Cuando se crea tanto valor de marca, esta tiene la capacidad de atraer a los compradores incluso sin publicidad, se dice que se tiene notoriedad de marca. La mayor notoriedad de marca se produce cuando la marca de fábrica es tan frecuente en la mente de la gente que se utiliza para describir la categoría entera de productos. Kleenex, por ejemplo, puede identificarse como pañuelos de celulosa o como una etiqueta para una categoría de productos, es decir, se utiliza con frecuencia como término genérico. Una de las firmas más acertadas al alcanzar una notoriedad de marca de fábrica es la aspiradora Hoover, cuyo nombre fue durante mucho tiempo en los países anglosajones sinónimo de aspiradora. Un riesgo legal para el fabricante de la notoriedad de marca es que el nombre puede aceptarse tan extensamente que se convierte en un término genérico, y pierde la protección de la marca registrada. Un ejemplo de este caso sería el nombre comercial del ácido acetilsalicílico, la aspirina.
En ocasiones, determinados productos adquieren relevancia debido a la publicidad, no necesariamente como consecuencia de una campaña intencionada, sino por el hecho de tener una cobertura periodística relevante. En Internet o tecnologías digitales se habla de publicidad no solicitada o spam al hecho de enviar mensajes electrónicos, tales como correos electrónicos, mensajes cortos u otros medios sin haberlo solicitado, y por lo general en cantidades masivas. No obstante, Internet es un medio habitual para el desarrollo de campañas de publicidad interactiva que no caen en invasión de la privacidad, sino al contrario, llevan la publicidad tradicional a los nuevos espacios donde se pueda desarrollar.

## Industria publicitaria
La publicidad, como actividad empresarial, involucra a distintos actores en la tarea de transmitir una idea sobre un producto o servicio a su público objetivo.

### Anunciantes
Prácticamente, cualquier empresa en el mundo moderno tiene necesidades publicitarias, desde la que pega un simple cartel en la calle hasta la que quiere estar presente en prensa, radio o televisión. A causa de ello, el mundo de la publicidad ha crecido hasta convertirse en una gran industria que mueve cientos de miles de millones de euros a nivel mundial cada año. Dentro de un país como España, según un estudio, la inversión publicitaria total en el año 2014 fue de 10 461 millones de euros, entre medios convencionales y no convencionales. El mayor anunciante en ese año fue Procter & Gamble (con 122,4 millones de €), seguido de L'Oréal, El Corte Inglés, y varias compañías de telecomunicaciones como Movistar o Vodafone. En 2021, los mayores anunciantes de España fueron Procter & Gamble (66,6 millones), Orange (59,5 millones), Línea Directa (53,4 millones), El Corte Inglés (50,5 millones), Telefónica (48,9 millones), Volkswagen (46,2 millones), ONCE (44,2 millones), y el gobierno de España y Samsung empatados con 42,6 millones cada uno. En 2022, ya a octubre el gobierno de España había gastado 85,2 millones de €, haciéndole el mayor anunciante del país.

### Agencias de publicidad

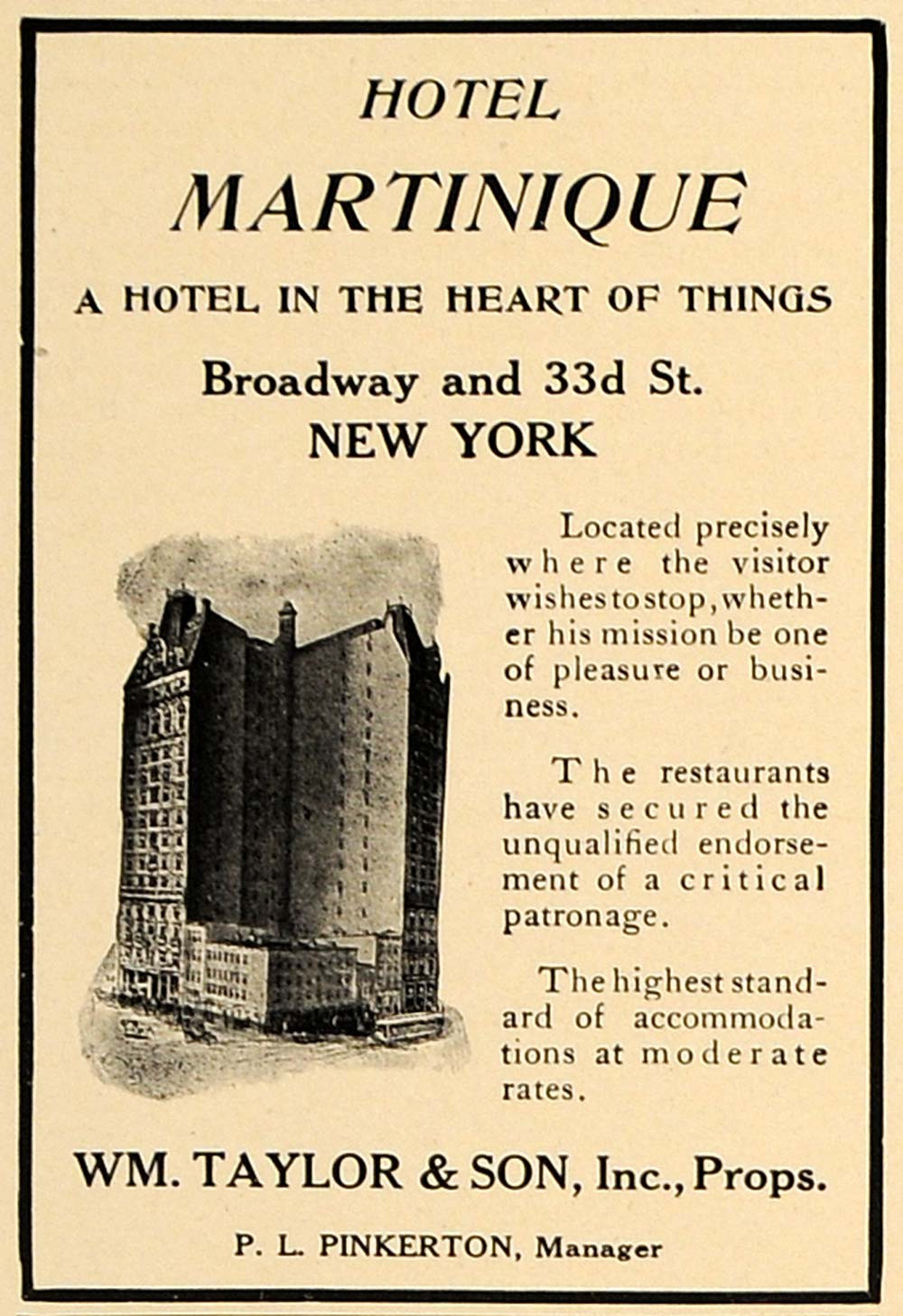
Cartel publicitario

Las agencias de publicidad, agencias de medios o centrales de medios (diseño gráfico, boutiques creativas, productoras, etc.) son partícipes muchas veces dentro del desarrollo publicitario, que está elaborado por varios factores; entre los cuales, el más importante es el brief, que contiene las ideas previas para desarrollar el producto publicitario. El brief es un documento que específica todas las características propias del producto o servicio en sí, la historia de la empresa, un análisis de la competencia (directa, indirecta o genérica), una descripción del público objetivo, que mayoritariamente se hace según variables duras, como el nivel socioeconómico, edad, sexo, ubicación geográfica y ciclo de vida familiar. Además, el brief puede contener un historial de todas las campañas previas que se han realizado hasta la fecha; mayoritariamente este historial es agregado cuando el anunciante decide cambiar de agencia de publicidad.

### Medios de comunicación
La publicidad llega al público mediante los soportes publicitarios, que pueden ser medios de comunicación masiva o bien medios alternativos. Los medios de comunicación emiten los anuncios a cambio de una contraprestación previamente fijada para adquirir espacios en un contrato de compraventa por la agencia de publicidad y el medio. Por ejemplo, en televisión, una cadena emite el anuncio en sus retransmisiones durante un horario previamente fijado por la agencia (tarea que se conoce como planificación de medios); este contrato es denominado contrato de emisión o de difusión.

## Historia

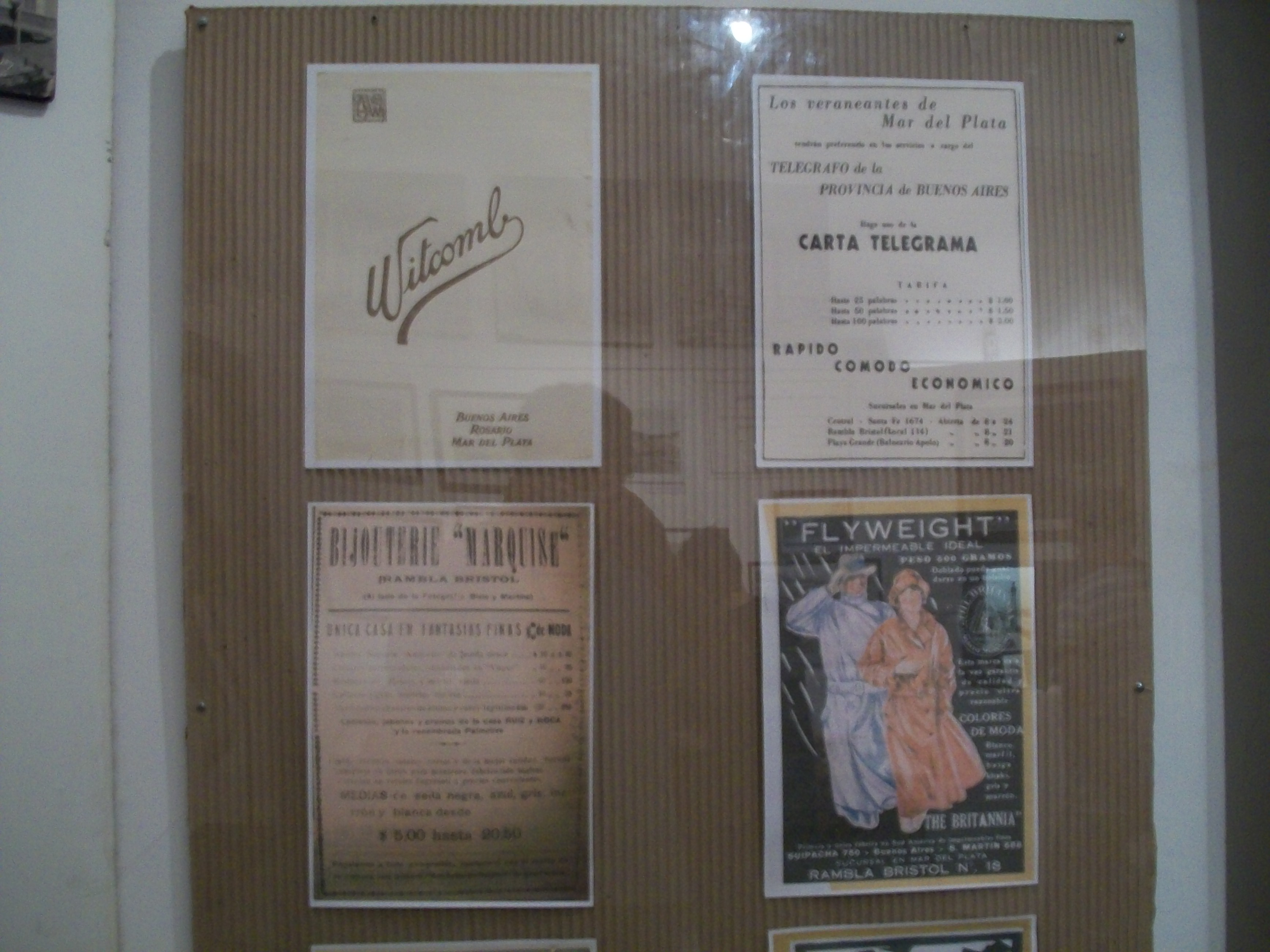
Publicidades antiguas

Desde que existen productos que comercializar ha existido la necesidad de comunicar su existencia; la forma más común de publicidad era la expresión oral. En Babilonia se encontró una tablilla de arcilla con inscripciones para un comerciante de ungüentos, un escribano y un zapatero que data del año 3000 a. C. Ya desde la civilización egipcia, Tebas conoció épocas de gran esplendor económico y religioso; a esta ciudad tan próspera se le atribuye uno de los primeros textos publicitarios. La frase encontrada en un papiro egipcio ha sido considerada como el primer reclamo publicitario del que se tiene memoria. Hacia 1821 se encontró en las ruinas de Pompeya una gran variedad de anuncios de estilo grafiti que hablan de una rica tradición publicitaria en la que se pueden observar vendedores de vino, panaderos, joyeros, tejedores, entre otros. En Roma y Grecia, se desarrolló la figura del pregonero, quien anunciaba de viva voz al público la llegada de embarcaciones cargadas de vinos, víveres y otros, y que era acompañado en ocasiones por músicos que le daban el tono adecuado para el pregón. Los pregoneros eran contratados tanto por comerciantes como por el Estado. Esta forma de publicidad continuó hasta la Edad Media. En Francia, los dueños de las tabernas voceaban los vinos y empleaban campanas y cuernos para atraer a la clientela; en España, utilizaban tambores y gaitas, y en México los pregoneros empleaban los tambores para acompañar los avisos.
En Roma surgen dos nuevos medios: el album, y el libellus. El album consistía en una superficie blanca sobre la que se escribía; ya fueran pergaminos, papiros, o paredes blanqueadas. Cualquier superficie blanca serviría para dar a conocer mercancías, anunciar espectáculos, anunciar ventas de esclavos y comunicar decisiones políticas. El libellus, considerado el antecesor del cartel, era de menor tamaño que el album. Una vez se había escrito en él el mensaje o comunicado, se pegaba a la pared.

### La imprenta
Parte de lo que se conoce actualmente como publicidad nace con la imprenta de Johannes Gutenberg, quien se ocupó de mostrar su invento a un grupo de mercaderes de Aquisgrán. Con la crónica mundial de Nuremberg, figuran una serie de almanaques que contienen las primeras formas de publicidad. En 1453 surge la llamada Biblia de Gutenberg y los famosos almanaques se convierten en los primeros periódicos impresos. La imprenta permitió la difusión más extensa de los mensajes publicitarios y, con la aparición de nuevas ciudades, la publicidad se consolida como instrumento de comunicación.

### La publicidad moderna
La publicidad moderna comenzó a evolucionar en Estados Unidos y Gran Bretaña a finales del siglo XVIII durante la revolución industrial. Aparecieron los agentes de publicidad; el primero conocido fue Volney B. Palmer, quien en 1841 inauguró en Filadelfia una oficina con la cual obtuvo considerable éxito. En España en 1872, el pionero de la publicidad, Rafael Roldós, fundó en Barcelona la primera agencia del país, que todavía en la actualidad sigue activa.
A principios del siglo XX, las agencias se profesionalizan y seleccionan con mayor rigor los medios donde colocar la publicidad. Es así como la creatividad comienza a ser un factor importante a la hora de elaborar un anuncio. En los años de 1930 nace una famosa técnica creativa: el brainstorming, aunque no fue hasta la década de 1960 cuando se usó de manera habitual.

### Aportaciones de David Ogilvy
Cabe enfatizar las aportaciones del llamado “padre de la publicidad”, David Ogilvy. Fue uno de los nombres más destacados en el mundo de la publicidad moderna y uno de los pocos pensadores que forjaron este negocio después de los años veinte. Ogilvy fue durante su vida cocinero, vendedor, diplomático y granjero. En 1938, Ogilvy emigró a los Estados Unidos, y no fue hasta esa fecha que comenzó su fructífera carrera como publicista, trabajando en el Audience Research Institute de George Gallup, en Nueva Jersey.
En 1948 fundó la Agencia Hewitt, Ogilvy, Benson & Mather con oficinas en Nueva York (que con el tiempo se convirtió en Ogilvy & Mather Worldwide), con el apoyo financiero de la agencia de Londres, Mather & Crowther.
En 1962 la revista Time nombró a David Ogilvy el “mago más solicitado” de la industria publicitaria de la época.
Sus ideas y las técnicas publicitarias acerca de la publicidad en las cuales enfatiza el uso y conceptos de persuasión, lenguaje, escritura y competencias, hacen que estas herramientas sigan vigentes a la fecha.
Puso en marcha el concepto de imagen de marca y, junto con Bill Bernbach, sentó las bases de la llamada "revolución creativa". Se trataba de hacer hincapié en la importancia que las marcas tienen en sí mismas y convertir el propio producto en el verdadero protagonista de la publicidad.
Algunas de las frases que inmortalizó dentro de la industria publicitaria son: "Nunca hagas un anuncio que no quisieras que viese tu propia familia", "La mejor manera de conseguir nuevas cuentas es crear para nuestros clientes el tipo de publicidad que atraerá a clientes futuros", "Dentro de cada marca hay un producto, pero no todos los productos son marcas", "Cuando haga publicidad para los extintores de fuego, comience con el fuego", "No compita con su agencia en el área de la creatividad”, entre otras.

## Objetivos

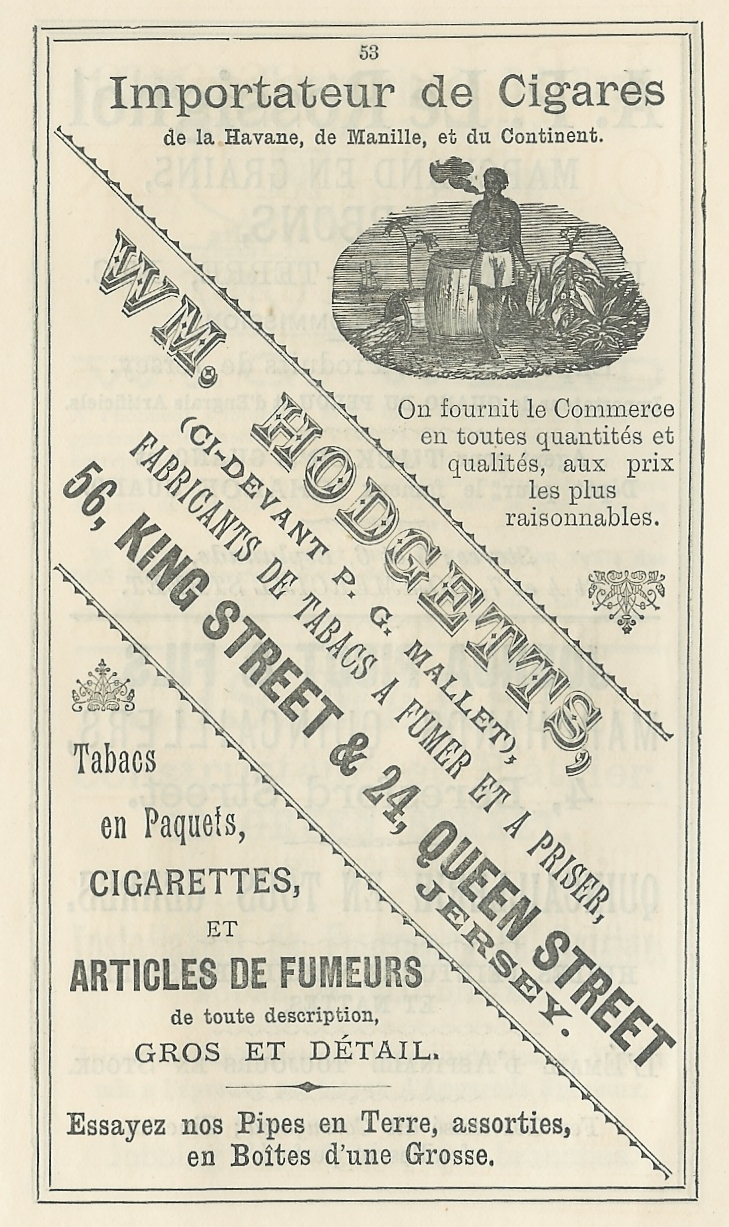
Página publicitaria en un almanaque, 1892

La publicidad tiene dos objetivos, de acuerdo con las preferencias del anunciante, sus objetivos, o las demandas del mercado:
- En primera instancia, idealmente, la publicidad informa al consumidor sobre los beneficios de un determinado producto o servicio, resaltando la diferencia sobre otras marcas.
- En segundo lugar, la publicidad busca inclinar por medios psicológicos la balanza motivacional del sujeto hacia el producto anunciado, de manera que crezca la probabilidad de que el consumidor adquiera el objeto o servicio anunciado gracias al anuncio.

## Principios de la publicidad
Aunque existen una gran cantidad de teorías de la publicidad, una de las más antiguas (1895) es la teoría o regla AIDA, nacida como simple recurso didáctico en cursos de ventas y citada de continuo:
- Atención
- Interés
- Deseo
- Acción

Según esta regla, estos son los 4 pasos básicos para que una campaña publicitaria alcance el éxito; esto es, en primer lugar, habría que llamar la atención, después despertar el interés por la oferta, seguidamente despertar el deseo de adquisición y, finalmente, exhortar a la reacción, u ofrecer la posibilidad de reaccionar al mensaje, derivando, generalmente, en la compra.

### Ausencia de evidencia empírica
Sin embargo:
- Existe poca evidencia empírica que apoye el hecho de que cuando un individuo pasa de una etapa a otra de orden superior se incremente la probabilidad de compra.
- El paso de un individuo de una etapa a otra en el proceso permite la retroalimentación (feedback) dentro de una misma secuencia.
- Existe la posibilidad de que el individuo siga un orden diferente al establecido, ya que la secuencia de este modelo depende de muchas variables, tales como el nivel de implicación del individuo con el producto, la clase de motivación, etc.
- Se cuestiona la hipótesis de que el comportamiento del ser humano en su faceta de comprador de productos anunciados sea lógico racional, puesto que la realidad nos demuestra que el factor emocional es, en numerosas ocasiones, más resolutivo que el racional.

La ausencia de evidencia empírica que apoyase estos modelos motivó que, a principios de los años 1970, se comenzara, por un lado, a abandonar y, por otro, a cuestionarse los procesos que miden la aceptación de la publicidad desde el punto de vista de la actitud hacia la marca. En esta línea, los modelos clásicos sufren las siguientes modificaciones:
- Se refuerzan las reacciones o respuestas del individuo hacia el mensaje emitido.
- Se identifican antecedentes de la persuasión representados en los siguientes modelos: a) modelos de estructuras cognitivas; b) modelos de respuestas cognitivas; ambos modelos representantes de los modelos de audiencia activa: los consumidores buscan y evalúan activamente la información que reciben (receptores altamente implicados) o, lo que es lo mismo, llevan a cabo un procesamiento detenido de la misma.

### Condicionamiento clásico
Por último, por medio del condicionamiento clásico, el cual es inicialmente un estímulo neutral.
El modelamiento se refiere al aprendizaje resultante de observar a otros. Fue principalmente desarrollado por Albert Bandura, quien reconoció que las influencias del modelamiento pueden fortalecer o debilitar las inhibiciones de la conducta que los individuos han aprendido previamente.

## Técnicas de publicidad

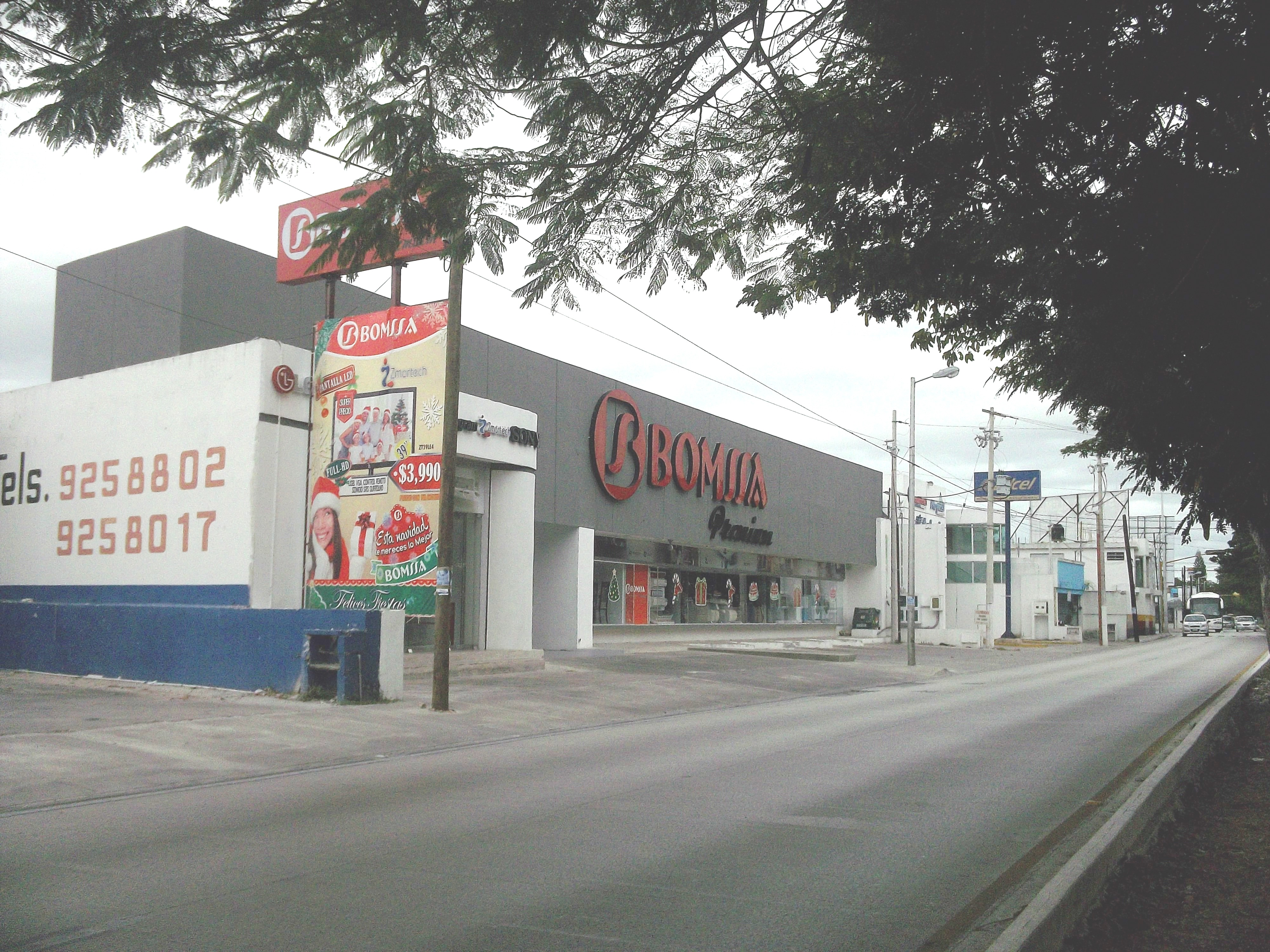
Publicidad navideña

Algunas estrategias para la realización de una publicidad efectiva son:
- Asociación psicoemotiva al consumidor. Por medio de:
  - Estética: imágenes, música, personas, etc.
  - Humor: Pretende asociar un producto a una idea o circunstancia divertida, transmitir sensación positiva acerca del producto y así asociarlo más fácilmente.
  - Sentimientos o evocación: No hace referencia directa al producto, sino la sensación que te produce; en vez de convencerte lo que intenta es seducirte: amor materno, enamoramiento, etc. Por ejemplo: "¿Te gusta conducir?".
- Dramatización: Es la forma más antigua de la publicidad, representa un episodio de la vida real, la persona tiene que percibir que es una dramatización, si no es un 'testimonio'.
- Testimonio: Si no se percibe que es una 'dramatización' entonces es un testimonio. Por ejemplo de unas figuras o personas famosas o reconocidas de forma positiva, o de personajes de asociación proactiva.
- Demostración o argumentación: Mensajes que influyen una demostración del producto. Normalmente, proporcionan una respuesta a un problema real. Este estilo se basa en las características del producto y su eficacia (típico de las 'cremas de mujeres'). Por ejemplo pruebas, tests y ensayos.
- Descripción: Presenta de una manera objetiva un producto, sus partes o su composición. Muy usado en los anuncios de coches.
- Exposición: Ni 'argumentación' ni 'descripción'. Redactado o presentado como una lista de oferta. Usado por ejemplo en anuncios de supermercados con sus ofertas alimenticias, o en objetos en venta con días de descuento.
- Impacto: Es algo impactante, juegos de palabras o rimas. Solo busca impactar al futuro comprador y así captar su atención.
- Oportunidad: El mensaje debería aprovechar el momento, coyuntura o situación del tiempo de referencia.
- Frecuencia: El consumidor comienza a retener un mensaje cuando este es repetitivo.
- Sinceridad: El fraude produce desconfianza en el consumidor.
- Propuesta única de venta. (USP)[7]
  - Todo anuncio debe hacer una proposición concreta al consumidor.
  - La proposición debe distinguirse de la competencia (ventaja competitiva, elemento diferenciador o posicionamiento); esta es la condición más importante de la USP.
  - Debe ser tan atractiva que influya sobre la totalidad del mercado meta del producto.
  - Actualmente, la proposición de venta es de carácter emocional, cambiando su denominación a (ESP)
- Imagen de marca.
  - Recurso a un símbolo para asociarlo sistemáticamente al producto o a la marca.
  - Como consecuencia se producirá un reconocimiento automático del símbolo (color, eslogan, elemento simbólico, etc.) por parte del consumidor.
  - Se trata de la primera gran estrategia que concede prioridad a la imagen.
  - Se encuentra en pleno auge durante los años 70-80.
- Subliminal.
  - Produce un efecto indemostrable y arriesgado.
  - Es la estrategia más efectiva si llega hasta el final.
  - En principio (años 60) es utilizada para cualquier tipo de producto.
  - Posteriormente, lo subliminal es explotado para productos como el tabaco, el alcohol, la lencería, etc.
  - Se puede detectar con elementos objetivos como la composición del anuncio. Ésta trabaja con la relación entre primer plano y segundo plano como metáfora de la parte consciente e inconsciente del individuo[8]
- Posicionamiento, ubicación o llamada: Incita a los oyentes a que participen en una campaña publicitaria determinada. Selecciona un segmento del público para convertirlo en el centro de la campaña. De esta manera realiza una interpelación directa a ese tipo de consumidor y todo gira en torno a la relación con un consumidor. El segundo paso de selección consiste en la selección de facetas de la subjetividad de los consumidores (trabajo cualitativo). La selección del público va a ser interpelada, pero el resto también puede serlo. Todos pueden ser movilizados por la campaña, ya que esta estrategia combina lo particular con lo general. Esta estrategia es utilizada para productos genéricos (no específicos), ya que compiten en un mercado saturado.
- Enigma o suspenso: Presenta al público una incógnita que con el tiempo se va desvelando, hasta que en un momento dado se muestra la solución. Produce un deseo, resolver el significado de algo (provoca una expectativa). Nace en los años 70.[9]

## Estrategia creativa en la publicidad
La estrategia se define como “lo que se quiere decir” a la audiencia; implica que tanto la campaña como el mensaje deberán ser tolerantes, consistentes y sólidos porque persiguen objetivos que se relacionan con los gustos, valores, intereses, expectativas y todo aquello que implica la primacía y el juicio de la audiencia, en el diseño de un cromo publicitario se exige un vocabulario adecuado, excelente redacción de textos, óptima selección de colores, imágenes apropiadas y evidentemente, un medio de difusión conveniente.
Esta es la segunda fase de la estructura de la estrategia de la publicidad, en esta fase, abarca la forma creativa de la posición de compra adecuada a medios previamente seleccionados. Esta estrategia concretará, la estrategia de contenido, es decir, el concepto que estructurara el mensaje y, por otro lado, la estrategia de codificación, que definirá cómo se va a expresar simbólicamente.
La creatividad que se apoye en la estrategia es la que buscara traducir el objetivo de comunicación en una expresión adecuada para que el público objetivo responda en los términos deseados por el anunciante.
La estrategia creativa:
- Consiste en establecer como comunicar lo que se dirá en un mensaje comercial o publicitario.
- Determina cuál será la forma más efectiva de hacer llegar el mensaje a los consumidores.
- Deberá ser formulada por el equipo creativo junto con el equipo del departamento de contacto-cuenta y el de medio.[10]

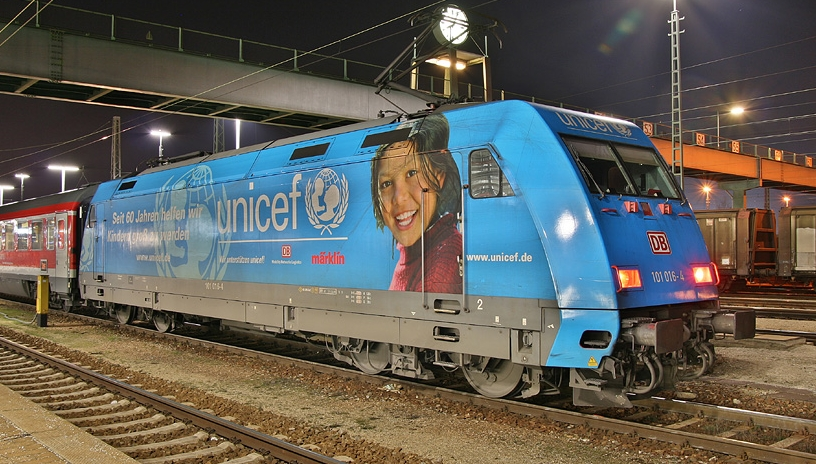
Publicidad de Unicef en un tren

## Medios publicitarios
Los medios, actividades o canales que utiliza la publicidad para anunciar productos o servicios, comúnmente se dividían en ATL o "Above the line" y BTL o "Below the line".
Sin embargo, estos términos resultan inefectivos en la actualidad debido a la heterogeneidad de las actividades y modelos de agencia.
"Above the line" (ATL) se refería a aquellos medios y actividades cuya inversión se contaba para determinar la comisión, y por eso quedaban "arriba de la línea" sumatoria de "la cuenta". Después de calcular comisiones, quedaban las actividades "Below the line" (BTL) que se refieren a todas aquellas consideradas "aparte" de la cuenta para calcular la comisión. Hoy en día la diferenciación de estos dos términos resulta impráctica, debido a que medios masivos tradicionales como la TV y la radio han dejado de pagar comisión a las agencias (salvo por las agencias de medios), como también medios masivos digitales, como el WWW o la TV en línea puede causar comisiones. La discreción a este respecto depende más bien de los acuerdos con cada agencia y medio y menos del tipo o categorización de los medios y actividades por lo que hoy resulta imposible definir qué es ATL y qué es BTL de manera categórica.

### Above the line; medios convencionales (ATL)
- Anuncios en televisión: Publicidad realizada a través de cadenas de televisión, bien a través de spots, patrocinios, microespacios temáticos... Es un medio caro y de gran impacto. Solo utilizable para productos o servicios de amplio consumo. Se han introducido nuevas fórmulas como el patrocinio de programas o recomendación de presentadores (placement). Es sin lugar a dudas el ATL más poderoso.[11]
- Anuncios en radio: Desplazada en relevancia por la televisión, mantiene un público que por necesidades concretas o preferencias subjetivas escuchan el medio fielmente.
- Anuncios en prensa: Medio muy segmentado por su naturaleza: existen revistas de niños, jóvenes, mujeres, profesionales, etc. Se trata de un medio leído por personas que gustan de información por lo que la publicidad puede ser más extensa y precisa.
- Anuncios en exteriores: Vallas, marquesinas, transporte público, letreros luminosos, «unipole», vallas prisma, etc. Debe ser muy directa e impactante, «un grito en la calle».
- Publicidad en línea o anuncios en línea: Anuncios que están estratégicamente ubicados, en un sitio web o portal, como: foros, blogs o páginas dedicadas. Se pueden presentar en banners, Google AdWords, Google AdSense, etc.

### Below the line; medios alternativos (BTL)
- Eventos y activaciones: Es la activación de marcas y productos en puntos de ventas o zonas de influencia del público objetivo. Estos pueden producirse en supermercados, restaurantes, discotecas, estadios, espectáculos, etc., o cualquier lugar en donde podamos encontrar al público objetivo. También, es posible que la empresa decida realizar su propio evento, como es el caso de los gimnasios que realizan entrenamientos públicos o los salones de belleza que hacen alguna performance y solicitan voluntarios.[12]
- Product placement: Es la presentación de marcas y productos de manera discreta en programas de T.V. o series, noticieros y similares.
- Anuncios cerrados: Anuncios desarrollados para exhibirlos en medios específicos tales como videojuegos o películas.
- Anuncios en punto de venta: Se realiza por medio de displays o visualizadores, muebles expositores, habladores, carteles o pósteres, etc., que se sitúan en el lugar en el que se realizará la venta. Es un refuerzo muy importante, pues es allí donde se decide la compra. Generalmente, se utilizan como BTL o complemento de campañas publicitarias y promociones en marcha.

### Through the line(TTL, ‘a través de la línea’); medios asimilados o híbridos
Conjunto de herramientas donde los medios del ATL y BTL, se desarrollan sinérgicamente para una campaña.
Al tener en cuenta la base de una para el desarrollo de la otra, cabe mencionar que no es necesario emplear las dos técnicas de publicidad.

## Eficacia de la publicidad
Hay dos grupos de efectos de la publicidad: económicos y psicológicos. Afirmaciones como "la eficacia de la publicidad no tiene que ver de forma inmediata con el efecto de las ventas" son en parte ciertas, ya que éstas son el resultado de un conjunto de factores como la publicidad, imagen, marca, precio o distribución.
Aunque está extendida la tesis de que es imposible aislar el efecto vendedor específico de la publicidad, esto es posible a través de métodos econométricos y de experimentación. El efecto de la publicidad puede traducirse en valores psicológicos como la percepción, el recuerdo, las actitudes, y la intención de compra, medibles mediante encuesta.
Asimismo, otro error es afirmar que la publicidad eficaz es aquella que cumple los objetivos que le han sido marcados, sin embargo, cuando los objetivos están correctamente bien planteados y se trabaja con una metodología concreta es más probable que la publicidad pueda ser eficaz. Es necesario hablar de objetivos lógicos o realistas, a partir de un estudio previo para poder conocer la situación comercial de partida, de la marca o empresa. Además, para que las expectativas sean lógicas es necesario saber la cuota de mercado, el porcentaje de las ventas propias con respecto a la competencia. La eficacia a largo plazo puede medirse de una manera menos mensurable como la percepción de calidad o de estatus de la marca más allá de la calidad intrínseca de la misma. Se llama valor de marca al conjunto de valores que adopta una marca apoyándose, entre otros medios, en la publicidad.
Los métodos para medir la eficacia de la publicidad son el pre-test y el post-test, el primero se aplica antes del lanzamiento de las campañas publicitarias y el segundo tras aparecer en los medios. Para demostrar la capacidad vendedora de la publicidad se han creado premios, que son evaluados por un jurado de profesionales.

### Eficacia publicitaria
Para calcular la eficacia publicitaria existen una serie de ratios, como STATS y Adstock.
Stats fue difundido por Jones (1995) y se calcula como el cociente entre el porcentaje de los que han comprado la marca habiendo visto su publicidad y los que han comprado la marca sin haber visto la publicidad, y ello referido a un período muy reciente como el día anterior o la última semana.
Por ejemplo, y según un sondeo, si los que declaran haber visto publicidad de la marca son 300 y los que han comprado son 100, y los que han comprado son 80 dentro de un conjunto de 400 que no han visto anuncios, entonces tendríamos un stat de: (100/300:80/400)*100= 165.
El stat por cada marca se puede calcular mediante panel de fuente única o bien mediante sondeo, siendo el primer método más costoso, pero más fiable (los stat por panel suelen resultar inferiores a los de sondeo).
Adstock fue creado por Broadbent (1979) y es un método para calcular el remanente de impacto publicitario para aquilatar mejor la planificación de medios en el tiempo. Utiliza el concepto de vida media (en inglés: half life) y es el tiempo que tarda en caer a la mitad el impacto de una campaña (expresada en GRP). Para la medición es necesario disponer un sondeo continuado que muestre en qué momento se ha producido la caída a la mitad del efecto. Por ejemplo, una campaña de 60 GRP semanales que llega a obtener un aumento en las ventas del 5 % por semana durante el tiempo de campaña, luego desaparece la campaña y es a los 8 días cuando se comprueba que las ventas sobre los que declaran en la encuesta se encuentran en el 2,5 % de más sobre lo habitual (en total), podemos decir que la vida media es de 8 días para 60 GRP semanales. El índice de caída se calcula para esa vida media como (1-0,917)/(1+0,917)=0,0432 (0,917 es el fruto de la tabla de cálculo establecida por el mismo Broadbent); y desde ahí se calcula que el remanente a futuro de impacto publicitario que permanece es de 60GRP*0,0432=2,59GRP.
Actualmente, en los medios en línea podemos obtener con herramientas como Google Analytics, datos fiables de aquellos usuarios que respondieron al correo, rellenaron el cupón, pincharon en el banner o entraron en el microsite.
Con esta herramienta se pueden conocer datos tales como el número de clics respecto al número de impresiones, o, en el caso de una venta online, saber cuántos usuarios han realizado la compra. Estas herramientas evalúan la eficacia de las campañas en el medio Internet.
Otro medidor de efectividad de una campaña publicitaria hacia una marca específica, es el return of investment (ROI) que calcula en cifras la rentabilidad que ha ganado la marca posterior a la campaña. Es cuantificable, pues se estipula como la cantidad de dinero que ha ganado la marca en relación con lo invertido anteriormente en publicidad. Si la campaña fue exitosa, la estrategia que se formuló lo fue también, es decir, que el mensaje fue idóneo, sonoro e impactante, memorable, es decir que generó recordación en el público objetivo o target.
Hoy en día la publicidad se sirve del neuromarketing para evaluar la respuesta emocional de los productos publicitarios, esto permite que se realicen mejoras en la eficacia de la investigación publicitaria.

## Publicidad social

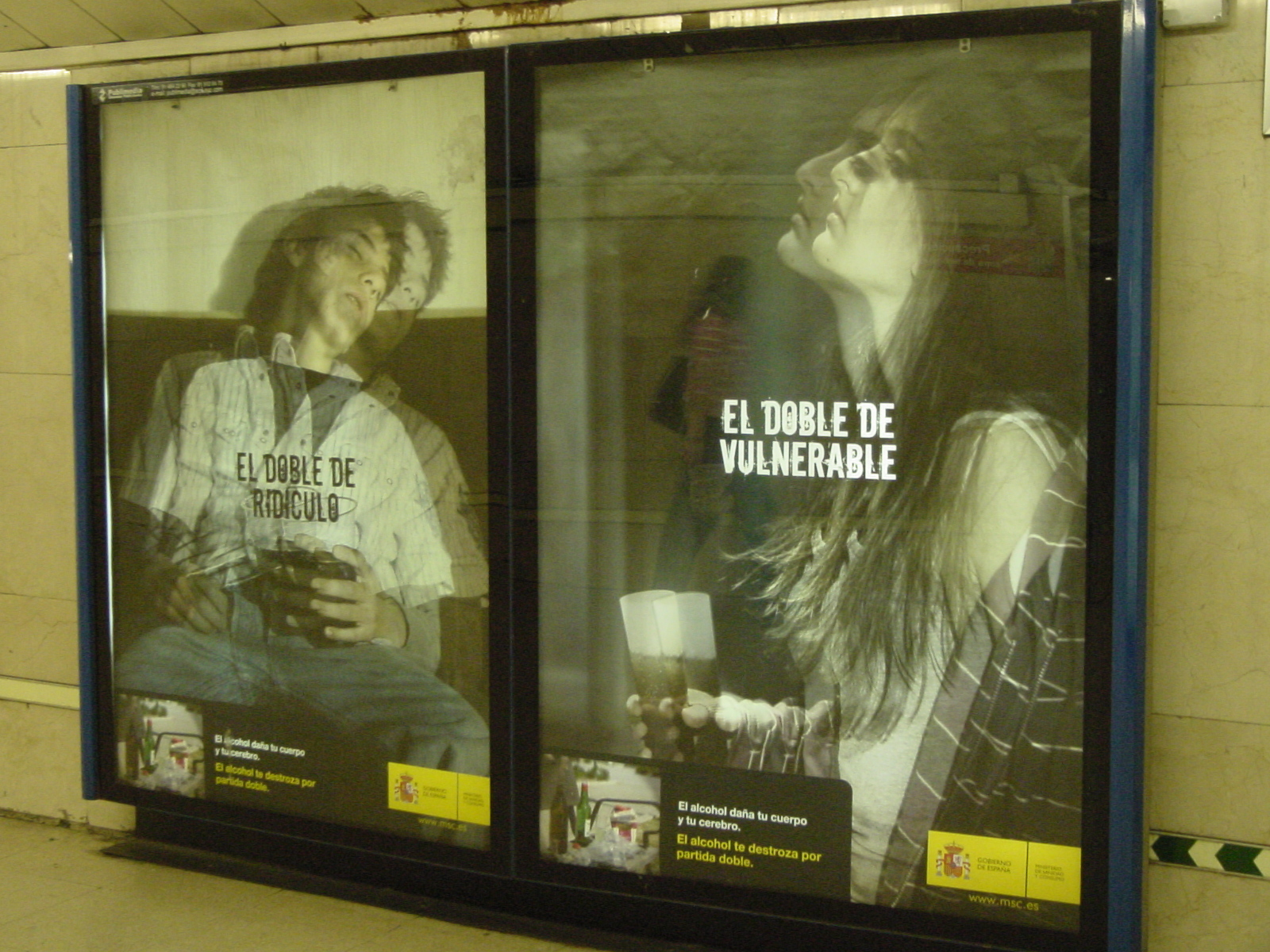
Publicidad en el metro, en España. La publicidad se ha convertido en un reflejo de los rasgos sociales de una sociedad.

Las mismas técnicas de publicidad que promocionan productos comerciales y servicios se pueden utilizar para informar, para educar, motivar y concienciar al público objetivo sobre temas de importante relevancia para la sociedad, tales como el sida, el ahorro de energía o la deforestación. La publicidad social es aquel esfuerzo dirigido a modificar determinadas conductas sociales que se convierten en problemas para la convivencia en sociedad, la metodología usada para su creación es similar a la que utiliza la publicidad comercial.
Es importante resaltar la diferencia entre campañas de publicidad social y campañas de responsabilidad empresarial, ya que estas últimas son producidas con una marca como principal emisor y, a pesar de cumplir con los objetivos de una campaña de bien público, la empresa tiene un rédito positivo a nivel de imagen de marca.
La publicidad, en su forma no comercial, es una herramienta educativa de gran envergadura capaz de alcanzar y de motivar a gran cantidad de público. «La publicidad justifica su existencia cuando se utiliza para el interés público; es una herramienta de demasiado gran alcance para utilizarla solamente para los propósitos comerciales» —atribuido a Howard Gossage, de David Ogilvy—.
Publicidad de servicio público, publicidad no comercial, publicidad de interés público, mercadotecnia de causa y mercadotecnia social son diferentes términos o aspectos del uso de técnicas sofisticadas de publicidad y de comunicaciones de marketing (asociadas generalmente a empresa comercial) al servicio de asuntos de interés y de iniciativas no comerciales. La publicidad de servicio público alcanzó su auge durante la I y II Guerra mundial bajo la dirección de varias agencias estatales de Estados Unidos.

## Regulación de la publicidad
Desde los años 2000 ha aumentado el esfuerzo por proteger el interés público regulando el contenido y el alcance de la publicidad.
Existe la autorregulación, por parte de la misma industria, que se encarga de establecer ciertas normas fundamentales para la sana práctica de la comunicación comercial. En todo el mundo existen diversos organismos encargados de velar por esta autorregulación publicitaria, bajo los principios fundamentales del respeto por la legislación local, la veracidad, la competencia honesta y leal y la moral social predominante.

### Argentina
La publicidad resulta un medio o instrumento del cual se vale el empresario para promover la realización de negocios y es puesta en el mercado de tal forma de concitar la atención del consumidor.
En este sentido, el artículo 8.º de la ley 24.240 establece que las "precisiones" en la publicidad obligan a la empresa dueña del producto o servicio publicitado y asimismo la jurisprudencia ha entendido que el "entorno" publicitario cuando es esencial al marco general de la contratación también la obliga conforme a los arts. 10 y 961 del CCCN.

### Perú
Mediante la ley 28.705 se regula y restringe el consumo, venta y publicidad de productos hechos con tabaco en el Perú, disponiéndose las medidas en el capítulo IV, denominado "De la publicidad, promoción y patrocinio del tabaco".
Se prohíbe, por ejemplo, la publicidad directa o indirecta de productos de tabaco en medios de comunicación de televisión de señal
abierta, radio u otro medio similar.

### Suecia
Algunos ejemplos son la actual prohibición de la publicidad del tabaco (salvo excepciones como presentaciones dentro del sector, etc.), y la prohibición total de la publicidad a los niños menores de doce años impuesta por el gobierno sueco en 1991; aunque esa regulación continúa con efecto para las difusiones que se originan dentro del país, ha sido rebajada por el Tribunal de Justicia de las Comunidades Europeas, que dictaminó que Suecia está obligada a aceptar lo que aparezca en la programación de países vecinos o vía satélite.

## Crítica a la publicidad

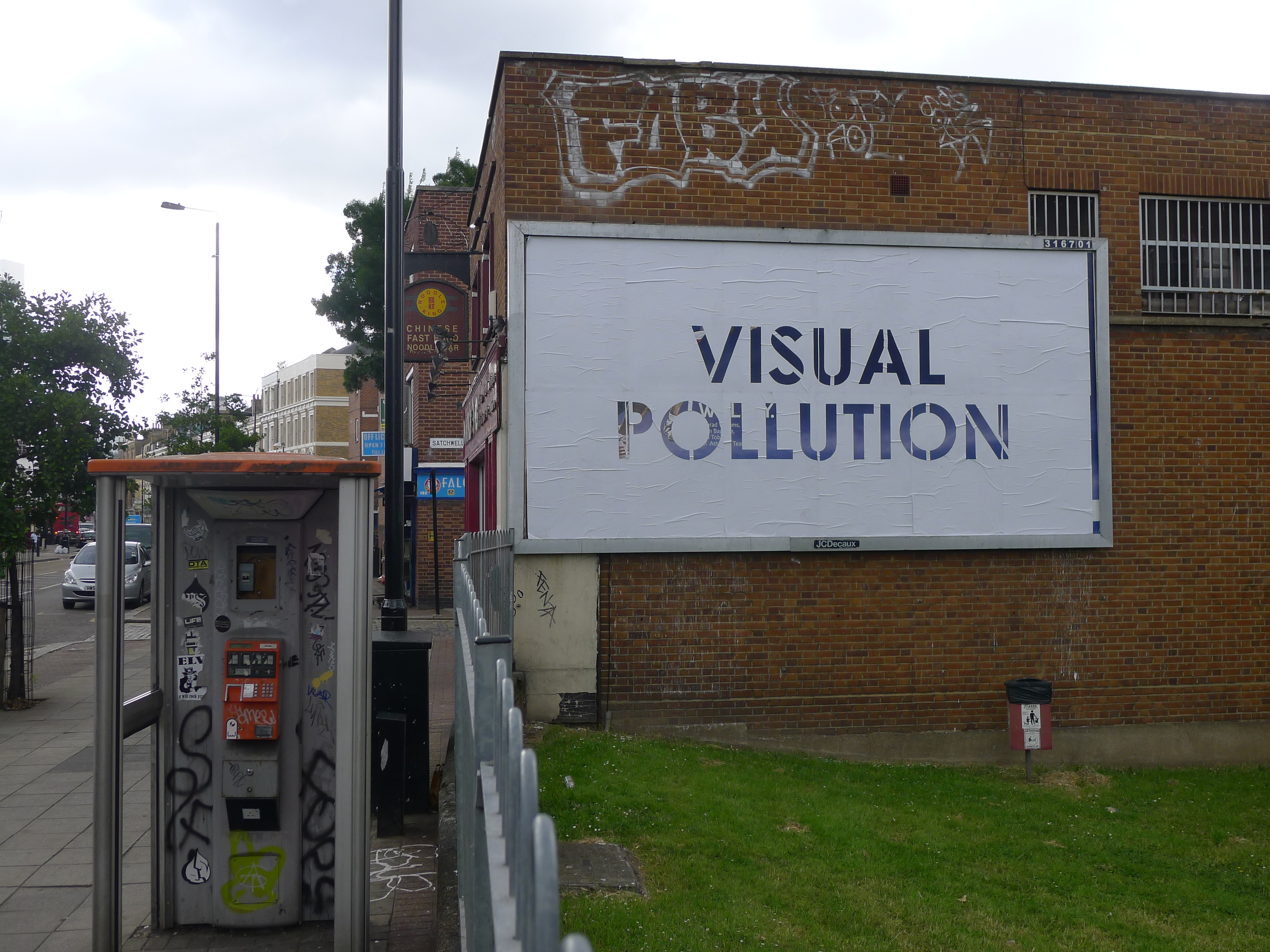
Cartel Contaminación visual del artista gráfico Mobstr en Londres.

A medida que los esfuerzos de publicidad y de comercialización de productos se han hecho más presentes en nuestra cultura, la industria ha sufrido la crítica de grupos tales como Adbusters por fomentar el consumismo usando técnicas propias de la propaganda.
Según indican Velandia y Rozo (2009, p. 19),

"Ciertas variables sociales como el etnocentrismo, los estereotipos, la influencia, el estatus y el sexismo, pueden influir en las decisiones de consumo de las personas; y por otra el marketing al incorporar éstas, puede contribuir a mantener o modificar ciertos comportamientos sociales".

Tales críticas han planteado preguntas sobre si este medio es el que crea estas actitudes o si simplemente es mero reflejo de estas tendencias culturales.

## Futuro
Actualmente, se distinguen dos clases de publicidad según la clase de medios en que se emite: la publicidad offline (a través de los medios clásicos, como televisión, radio, prensa...) y la publicidad en línea (a través de los nuevos medios, como Internet). Los nuevos medios tales como Internet están permitiendo nuevas formas de interactividad con los usuarios y generando en especial lo que se conoce como "suscripción a contenido por demanda". Esto permite que los prospectos se agrupen en grupos objetivos de manera voluntaria y pueda comunicárseles información que están dispuestos a consumir. RSS (Really Simple Sindication) está recreando la publicidad de maneras novedosas y más inteligentes. Los podcasts (una forma de RSS en audio) permiten que los usuarios descarguen automáticamente contenido de estaciones radiales según sus preferencias personales. Lo anterior nos ha llevado a caracterizar estos medios como medios dirigidos o relevantes, ya que mediante ellos la publicidad llega a la gente que nos interesa de forma específica y no al público en general.
Esto tiene un alto potencial publicitario. Del mismo modo, cuando uno se suscribe a un contenido RSS puede estar dando permiso al remitente de adjuntar publicidad relativa al tema de su interés. Nuevas plataformas como el product placement y las campañas de guerrilla utilizan medios no convencionales para sus piezas de comunicación. Los blogs son también herramientas que dan liderazgo de opinión a las marcas que los utilizan y al mismo tiempo una gran fuente de enlaces y contenido focalizado. Las redes sociales proporcionan también un público objetivo focalizado, que ofrece una predisposición positiva así como una fácil y rápida propagación. El consumidor pasa de ser pasivo a participativo.
Un estudio presentado en 2015 por la consultora A. T. Kearney, que estudió minuciosamente las preferencias de los nuevos procesos de compra llamados omnicanal revela nuevas tendencias en los hábitos de compra. Dependiendo del producto o servicio, hasta un 90 % de las decisiones de compra se realizan en el punto de venta. Por esta razón, la publicidad interactiva o a través de los medios dirigidos en el punto de venta se ha convertido en un valor en alza. Existen numerosas iniciativas de pantallas interactivas/pasivas en sucursales bancarias, supermercados, hoteles, etc. Existen numerosas nuevas soluciones software de publicidad interactiva que permiten a los gestores de los circuitos gestionar cientos de puntos de ventas desde un entorno web, y automatizar la creación y envío de contenidos multimedia publicitarios.